# خواكيم هوب
خواكيم هوب (بالألمانية: Joachim Hopp)‏ هو لاعب كرة قدم ألماني في مركز الدفاع، ولد في 10 يوليو 1966 في دويسبورغ في ألمانيا. لعب مع روت فايس أوبرهاوزن ونادي أوردينغن 05 ونادي دويسبورغ.

## وصلات خارجية
- خواكيم هوب على موقع قاعدة بيانات كرة القدم.إي يو (الإنجليزية)
- خواكيم هوب على موقع بيانات كرة القدم. دي إي (الألمانية)
- خواكيم هوب على موقع عالم كرة القدم.نت (الإنجليزية)